# Raphaël Petit
Pour les articles homonymes, voir Petit.
Raphaël Petit, né le 9 septembre 1916 à Fort-de-France (Martinique) et mort le 28 août 2010 à Clichy, est un haut fonctionnaire français.
Préfet de la Martinique de 1963 à 1966, il est le premier préfet, et le seul à ce jour, originaire de l'île nommé à la tête du département.
Il est Inspecteur général de l’administration (IGA) au ministère de l’Intérieur  de 1973 à 1976 puis directeur de l'inspection générale des services  (IGS) , « la police des polices », de la préfecture de police de Paris de mars 1976 à octobre 1979.

## Biographie

### Famille
Raphaël Romain Hubert Petit est le fils d'Isambert Petit, instituteur, et d'Alice Zonzon, institutrice.
Il se marie à Paris le 26 septembre 1947 à Bernadette Madrières (1924-2005), originaire de Paris, avec laquelle il a trois enfants, Jean-Michel, Béatrice, et Nicolas.

### Études et jeunesse
Il fait ses études secondaires au Lycée Schoelcher à Fort-de-France puis au Lycée Montaigne à Bordeaux. Il intègre ensuite la Faculté de droit de Bordeaux puis celle de Paris. Il obtient une Licence de droit puis un diplôme d’études supérieures de droit (DES).
Lorsque la Seconde Guerre mondiale éclate, il est mobilisé en 1939  puis  fait prisonnier en juin 1940 par les Allemands.
Après la guerre, de 1946 à 1947, il intègre l'École nationale d'administration (ENA)   (promotion France combattante mars 1946-juillet 1947).

### Carrière
À sa sortie de l'ENA, il est successivement administrateur civil au ministère de l’Intérieur en 1947, secrétaire général de La Réunion en 1953 et sous-préfet de Rochefort  en 1958.
En 1959, pendant la Guerre d'Algérie, il est nommé sous-préfet de Constantine. Lors d'un voyage de Michel Debré, alors Premier ministre, en Algérie en 1959, Raphaël Petit  lui fait visiter l'un  des premiers « Mille Villages » de regroupements au sud de Constantine.
Après la guerre, il devient directeur du cabinet de la Sûreté nationale en 1962.
En 1963, il est nommé préfet de la Martinique par Roger Frey, devenant le premier préfet (et le seul à ce jour) originaire de l'île nommé à la tête du département, poste qu'il conserve jusqu'en 1966, date à laquelle il est nommé préfet de la Haute-Loire.
Il est ensuite secrétaire général de la Délégation générale à la recherche scientifique et technique en 1969.
De 1973 à 1976, il rejoint le ministère de l’Intérieur en tant qu'Inspecteur général de l’administration (IGA).
En mars 1976, il est nommé directeur de l'inspection générale des services  (IGS) de la préfecture de police de Paris,. Il est également le seul haut-fonctionnaire originaire d'un DOM à avoir été nommé à un poste de direction de l'inspection générale de la police.
Il reste à ce poste jusqu'en octobre 1979 puis est admis à faire valoir ses droits à la retraite en 1982 en qualité d'inspecteur général honoraire  de l'administration.
Il meurt à Clichy le 28 août 2010.
Raphaël Petit est l'auteur, en collaboration avec Jacques Aubert, d'un des meilleurs ouvrages sur la Police française, La police en France, service public, publié en 1980.

## Fonctions occupées
- Administrateur civil au ministère de l’Intérieur (1947)
- Secrétaire général de La Réunion (1953)
- Sous-préfet de Rochefort (1958)
- Sous-préfet de Constantine (1959)
- Directeur du cabinet de la Sûreté nationale (1962)
- Préfet de la Martinique (1963)
- Préfet de la Haute-Loire (1966)
- Secrétaire général de la Délégation générale de la Recherche scientifique (1969)
- Préfet hors cadre (1971)
- Inspecteur général de l’administration au ministère de l’Intérieur (1er avril 1973)
- Directeur de l’inspection générale des services (IGS) du 1er mars 1976 au octobre 1979. Remplacé par Guy Badin[10].

## Récompenses et distinctions

### Décorations
- Officier de la Légion d'honneur : il est fait chevalier le 20 août 1958  puis promu officier le 12 juillet 1972.
- Commandeur de l'ordre national du Mérite : il est fait commandeur le 3 avril 1987.
- Croix de guerre 1939-1945
- Croix de la Valeur militaire (Guerre d'Algérie)
- Officier de l'ordre des Palmes académiques
- Officier de l'ordre du Mérite agricole
- Chevalier de 1re classe de l'ordre de Saint-Olaf (Norvège), la plus haute distinction civile actuellement décernée par la Norvège.

## Publications
- La police en France, service public (en collaboration avec Jacques Aubert), Paris, Berger-Levrault, 1980.
- « La Ve République, de 1958 à nos jours » in Histoire du ministère de l’Intérieur, Paris, La documentation française, 1993.
- Quelques hommes en 1939-1940 de l'aube au matin de la guerre, P. Homant, 1992

#### Ouvrages
- Biographie de Raphael Petit, Who's Who in France
- Notice biographique de Raphaël Petit, site de la Société française d'histoire de la police (SFHP)
- René Bargeton, Dictionnaire biographique des préfets – septembre 1870 – mai 1982, Paris, Archives nationales, 1994 en ligne
- Cahiers pour une histoire de l'ENA - France combattante mars 1946-juillet 1947 ; la première promotion spéciale, n°1, Documentation Française , Août 2007, p.235

#### Articles de presse
- « M. Raphaël Petit est nommé préfet de la Martinique » dans Le Monde, 1 novembre 1963, en ligne
- « Le préfet de la Martinique dresse le bilan de son action » dans Le Monde, 5 août 1966, en ligne
- « Un important remaniement est en cours à la préfecture de police de Paris » dans Le Monde, 3 octobre 1979, en ligne